# MAD (雑誌)
『MAD』（マッド）は1952年からECコミックが発行しているアメリカ合衆国の風刺雑誌。

## 概要
1952年に漫画の単行本としてECコミックより出版、1955年より発行形態を雑誌として販売を開始した。アメリカでは現在でも人気のある雑誌の一つである。マスコットキャラクターはアルフレッド・E・ニューマン。現在の発行元はワーナー・ブラザース・ディスカバリー傘下のDCコミックス。2019年7月3日、印刷物としての雑誌出版を同年末までに終了することを発表した。

## 日本での影響
日本にも輸入され、1960年代から1970年代の漫画家やデザイナーに多大な影響を与えた。赤塚不二夫やモンキー・パンチらがその影響を公言している。1970年に訪米し『MAD』の編集部を視察した赤塚は、「日本版MAD」を目指すべく、1972年に『まんがNo.1』を創刊したがまったく売れず、同誌は6号で休刊した。